# Dominik Bernard
Dominik Bernard, som er født i Pointe-à-Pitre, Guadeloupe, er en fransk skuespiller og teater instruktør. 

## Biografi
Dominik Bernard startede sin karriere som teaterskuespiller.
Udover hans aktiviteter på teatret og i filmene, er han også specialiseret sig i eftersynkronisering og voice-overs.
I flere år, han var også tv-vært til RFO Guadeloupe, en tv-kanal, der er en del af France Télévisions-koncernen via det franske oversøiske netværk (Réseau Outre-Mer 1ère).

## Teater(udvalg)

### Skuespiller
- 1998: The Blood Knot af Athol Fugard, iscenesat af Jean-Michel Martial.
- 1999: Den dobbelte ustabilitet (La Double Inconstance) af Marivaux, iscenesat af Eric Gaston Lorvoire.
- 2000: Kong Lear af William Shakespeare, iscenesat af Philippe Adrien
- 2002: Undtagelsen og Reglen (Die Ausnahme und die Regel) af Bertolt Brecht, iscenesat af Alain Ollivier på Theatre Gerard Philipe.
- 2003: Ødipus eller kontroverser (Œdipe ou la controverse)’’, ifølge Sofokles’ græske sagnhelt Ødipus og Antigone, iscenesat af Sotigui Kouyaté, på Théâtre des Bouffes du Nord, Paris, (rolle: Kreon)
- 2003: Mr. Toussaint af Édouard Glissant, iscenesat af Greg Germain, i anledning af bicentenary af Toussaint L'Ouvertures død på Fort de Joux i Frankrig.
- 2003: Trafikpropper, design og iscenesat af Anne-Laure Liegeois.
- 2004: Frøken Julie af August Strindberg, iscenesat af Pierre-Marie Carlier, (rolle: Jean).
- 2005: Afrika-Solo af Ernest Pépin, iscenesat af José Exelis
- 2005: Stormen af William Shakespeare, iscenesat af Alex Nowak (rolle: Prospero).
- 2005: "Kreolsk Småborgerbryllup", ifølge Die Kleinbürgerhochzeit’’ af Bertolt Brecht, iscenesat af Philippe Adrien
- 2006: Busskure af Laurent Van Wetter, iscenesat af Hassane Kassi Kouyaté.
- 2007: Mord på jødisk prinsesse af Armando Llamas, iscenesat af Philippe Adrien.
- 2008: Mangel af Sarah Kane, iscenesat af Ludovic Lagarde
- 2011: Conger og Hummer af Gaël Octavia, iscenesat af Dominik Bernard (rolle: Conger)
- 2012-2014: En arkipelag af Ensomheder af Frantz Succab, iscenesat af José Jernidier
- 2014: Den suspenderede tid Thuram (Le temps suspendu de Thuram) af Véronique Kanor, iscenesat af Alain Timár.

### Sceneinstruktør
- 2009: Adelaide, neger tragedie af Solal Valentin, iscenesat af Dominik Bernard
- 2011: Conger og Hummer af Gaël Octavia, iscenesat af Dominik Bernard.[2]

## Filmografi(udvalg)

### Kortfilm
- 2004: La Noiraude af Fabienne Kanor og Veronique Kanor (rolle: den afrikanske troldmand)
- 2004: Link af Thomas Proux og Yann Mamou (rolle: Toad)
- 2007: Retsmediciner af Laurence Ferreira Barbosa (rolle: Retsmediciner)
- 2008: Snart jeg stoppe af Léa Fazer (rolle: Ted)
- 2010: Syd af Fabien Gazanhes (rolle: Alain, Syds far)

### Spillefilm
- 1992: Simeon af Euzhan Palcy
- 1997: Ikke mere (Rien ne va plus) af Claude Chabrol
- 1998: Sukker Amer (Sucre Amer) af Christian Lara (rolle: Général Sériziat)
- 2000: Antiller over Seinen (Antilles sur Seine) af Pascal Légitimus

### Tv-serier
- 1996: Inseln unter dem wind [3] (Tyske tv-show), to episoder i Sæson 2, filmproduktion af Marco Serafini, for ZDF.
- 2009: En betjent Hugues Pagan, Sæson 4 / Episode 2 (Dansere), opnå Patrick Dewolf.
- 2011: Death in Paradise [4] af Robert Thorogood, Sæson 1 / Afsnit 1, produktion af Charlie Palmer for France Télévisions og BBC.
- 2014: Villa Karayib [5] af Alain Agat og Philippe Giangreco, Sæson 1, opnå Philippe Giangreco og Gwendal Needle, Canal+ Overseas.

### Tv-film
- 2003: Snowmelt (La fonte des neiges) af Laurent Jaoui.
- 2008: Frankrig i konkurs: 2017, Krønike af et bebudet konkurs, en dokudrama af François Rabaté.